# NASAMS
NASAMS (National/Norwegian Advanced Surface to Air Missile System) je systém protivzdušné obrany středního až dlouhého dosahu vyráběný norskou společností Kongsberg Defense & Aerospace.

## Vývoj

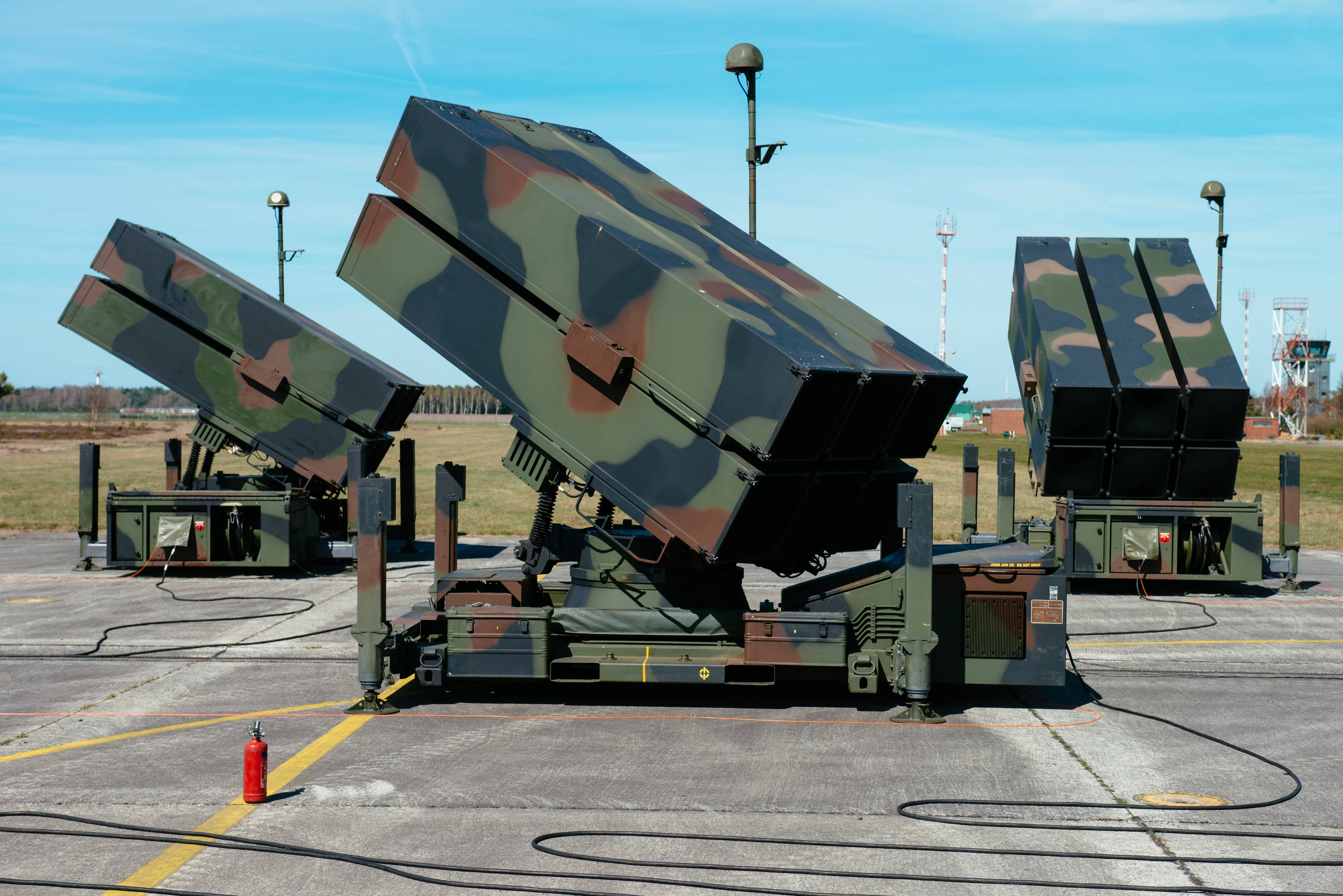
Nizozemské systémy NASAMS

V 90. letech 20. století vypsalo velení americké armády tendr na nový systém protivzdušné obrany, který by vyplnil mezeru mezi systémy Patriot a Avenger a nahradil dosluhující MIM-23 Hawk. Tou dobou se norská firma Kongsberg Defense & Aerospace spojila s americkým Raytheonem aby vyvinuli nový systém PVO pro norské letectvo, které taktéž hledalo nový prostředek protivzdušné obrany. Nový systém byl za plně funkční prohlášen v roce 1998, avšak počáteční operační způsobilosti dosáhl již v roce 1994.

## Design

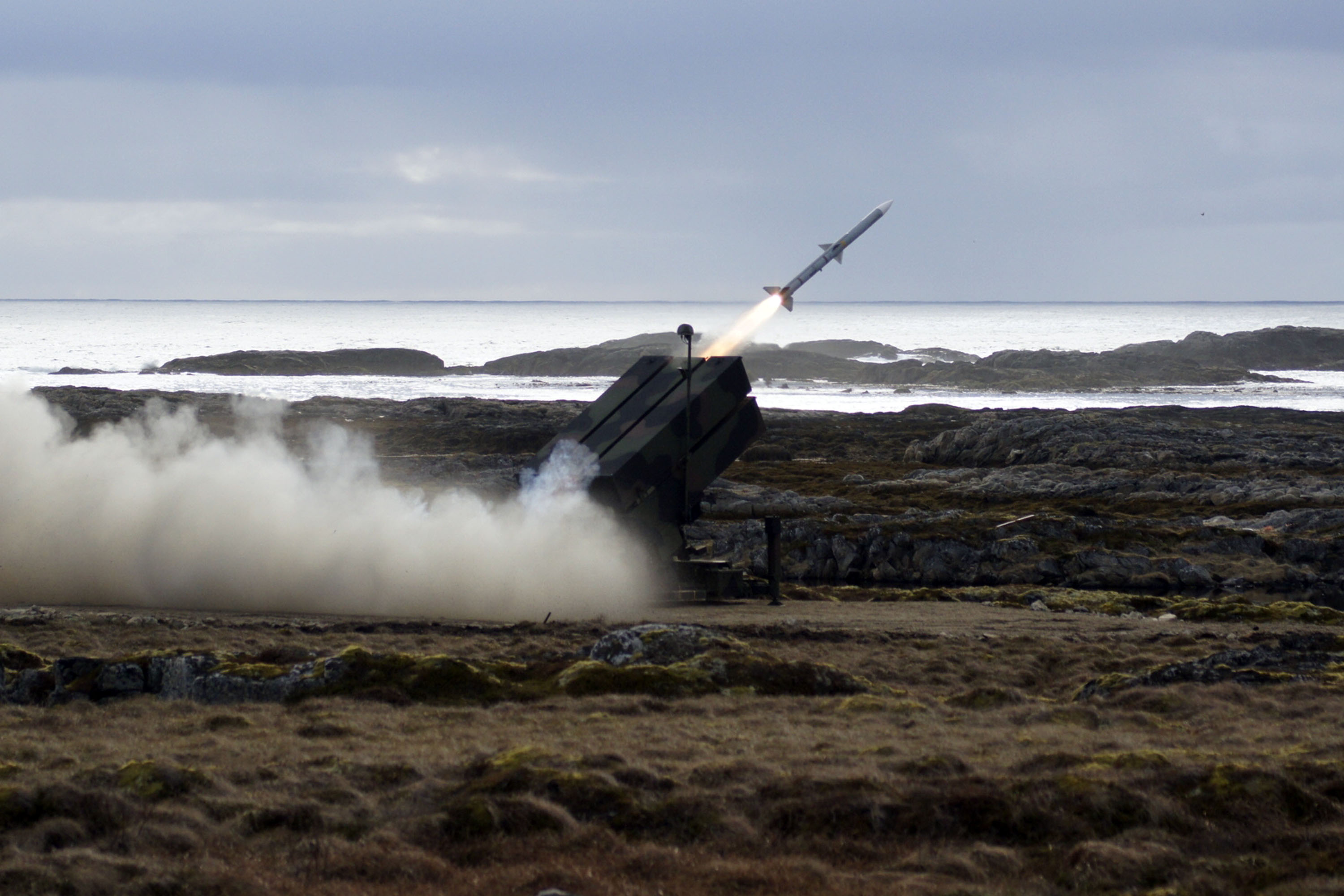
Vypuštění řízené střely ze systému NASAMS

NASAMS představuje modulární mobilní systém, jenž obsahuje 3D radiolokátor AN/MPQ-64F1 Sentinel, elektro-optický systém MPS500, řídící pracoviště a šestinásobná odpalovací zařízení umístěná na vozidle nebo na přívěsu.
Systém může odpalovat střely AIM-9X Sidewinder nebo IRIS-T, ovšem nejčastěji používanými jsou AMRAAM, který ničí cíle do vzdálenosti 33 km a do výšky 15 km, a výkonnější AMRAAM ER nabízející zhruba o 50 % větší dostřel a dostup.

## NASAMS 2
Norské královské letectvo společně s Kongsberg Defence & Aerospace provedlo střednědobou modernizaci systému NASAMS nazvanou NASAMS 2. Vylepšená verze byla poprvé předána letectvu v polovině roku 2006. Hlavním rozdílem mezi těmito dvěma verzemi je použití datového okruhu Link 16 u systému NASAMS 2 a také lepší pozemní radar. Plná operační schopnost (FOC) se očekávala v roce 2007.
Kompletní baterie NASAMS 2 se skládá z 12 raketometů (LCHR; každý nese šest střel AIM-120 AMRAAM), osmi modernizovaných radarů AN/MPQ-64F1 Sentinel, jednoho centra řízení palby (CTOC), jednoho elektro-optického kamerového vozidla ( MSP500) a jednoho vozidla "Tactical Control Cell" (TCC).

## NASAMS 3

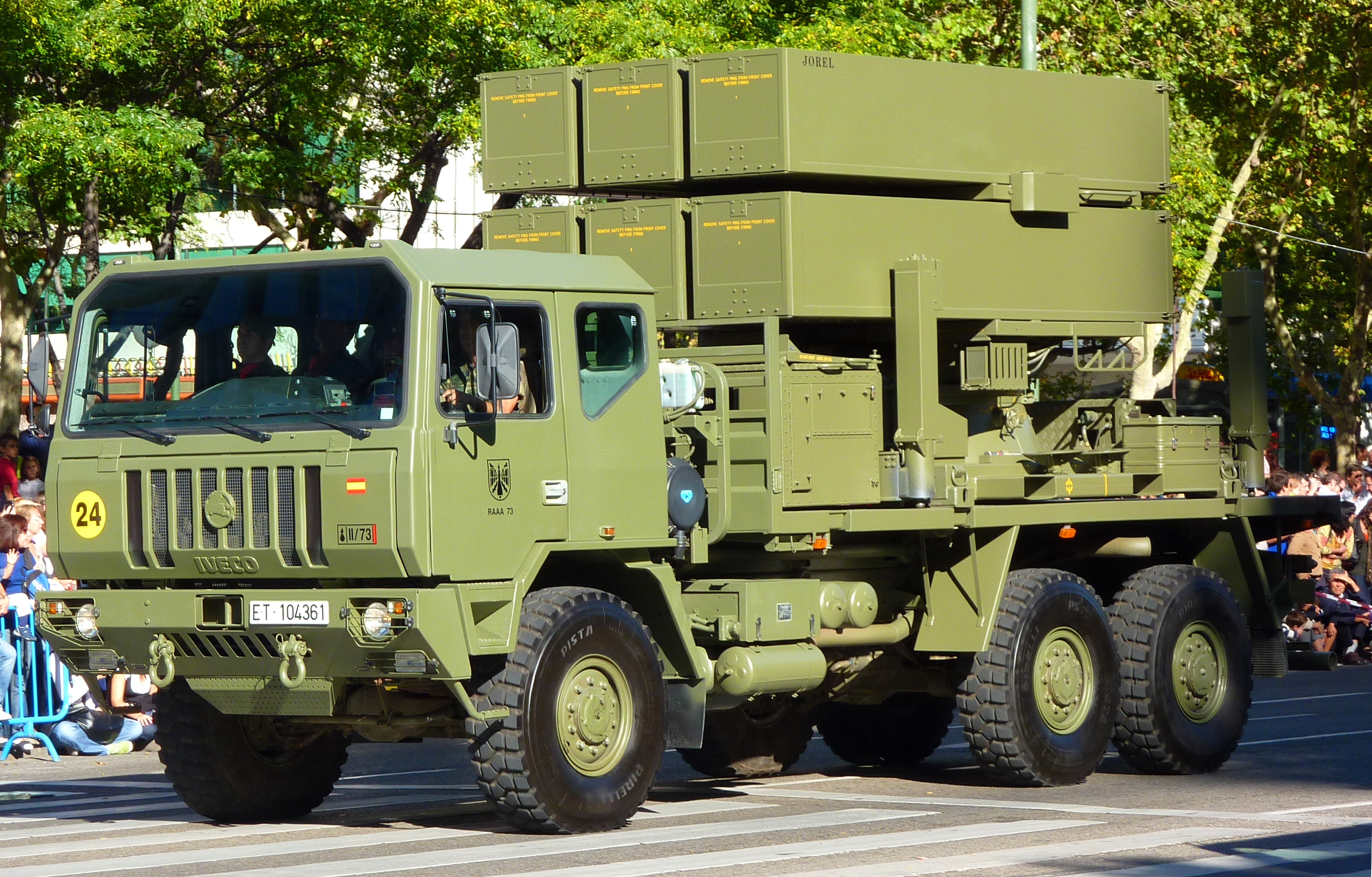
Španělský systém NASAMS 2

V dubnu 2019 Norské královské letectvo nasadilo vylepšený systém NASAMS 3 a v květnu 2019 byly provedeny první ostré střelecké zkoušky.

## Služba
Od roku 2022 systémy NASAMS využívá Ukrajina bránící se ruské invazi. Společně se systémy Patriot a IRIS-T se NASAMS stal důležitou součástí protivzdušné obrany země. Sestřelily 900 objektů při účinnosti 94 %. Asi dvě třetiny sestřelů připadají na ruské střely s plochou dráhou letu Ch-59, Ch-69, Ch-101, Ch-555, nebo Kalibr. Dalšími cíli byly například drony HESA Šáhid-136, nebo balistické rakety 9K720 Iskander.

## Uživatelé

### Současní
- Austrálie - objednány v roce 2017

- Chile - objednány v roce 2011

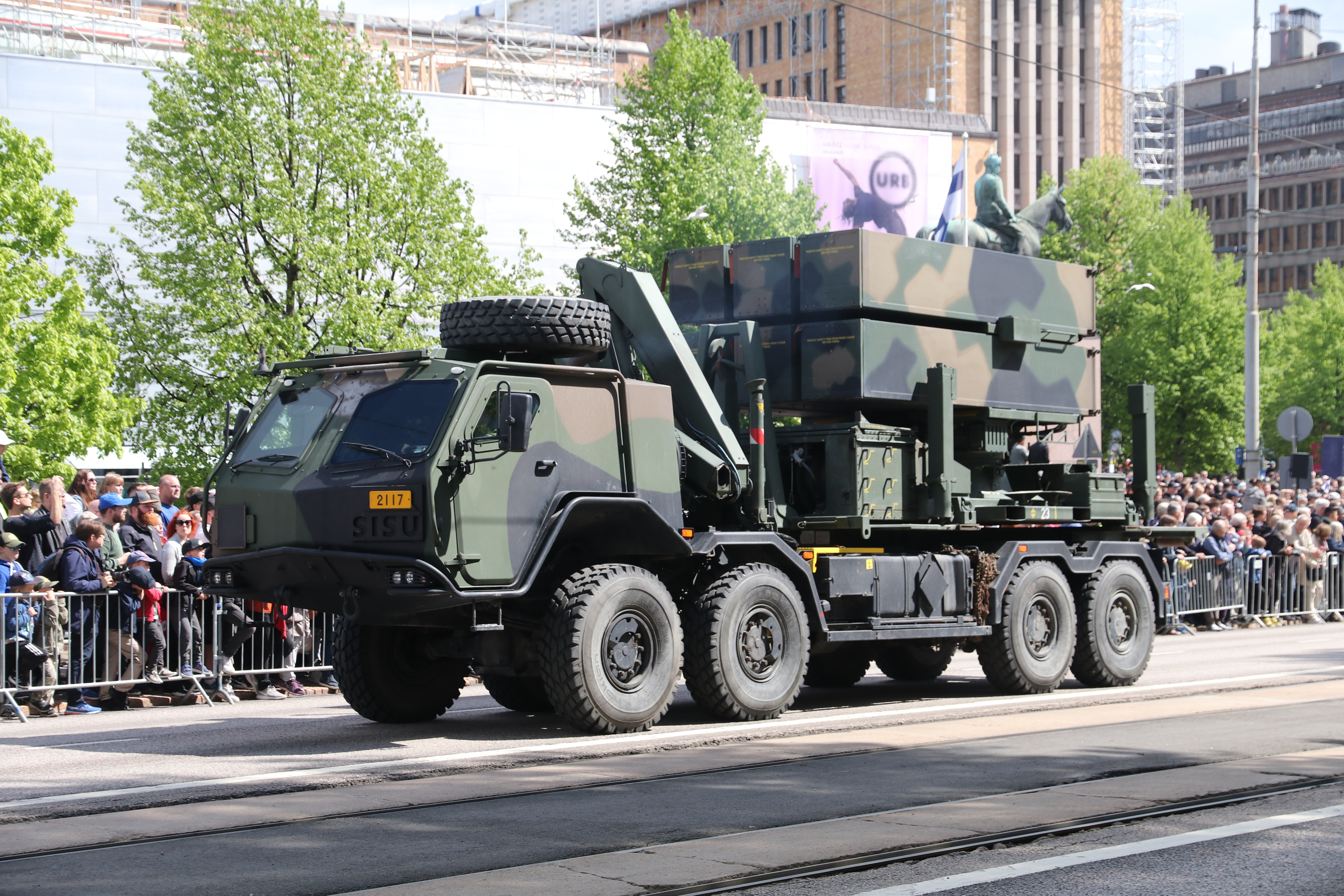
Finský systém NASAMS

- Finsko - roku 2009 vybrány jako náhrada za dosluhující sovětské 9K37 Buk [7]
- Indonésie - 2 baterie
- Katar - objednány v roce 2019
- Litva - objednány 2 baterie, ve službě od roku 2020
- Maďarsko - objednány v roce 2020, dodávky by měly začít o 3 roky později
- Nizozemsko - 2 baterie, každá po 3 odpalovacích zařízeních
- Norsko
- Omán - objednány v roce 2014
- Španělsko - ve službě od roku 2003
- Ukrajina - Ukrajině bylo v rámci pomoci proti ruské invazi postupně přislíbeno celkem 13 kompletních baterií a 6 samostatných odpalovacích zařízení.[8][9] První dvě baterie byly doručeny 25. září 2022 ze Spojených států,[10] další dvě v průběhu roku 2023.[11] Dle nezávislého webu Oryx ztratila Ukrajina k dubnu 2024 dle volně dostupné fotodokumentace nejméně 2 odpalovací zařízení systému NASAMS.[12]
- USA - střeží vzdušný prostor nad hlavním městem